# Hohenthurm
Hohenthurm is een plaats en voormalige gemeente in de Duitse deelstaat Saksen-Anhalt en maakt deel uit van de gemeente Landsberg in de Landkreis Saalekreis.
Hohenthurm telt 1.688 inwoners.